# Vorstadt

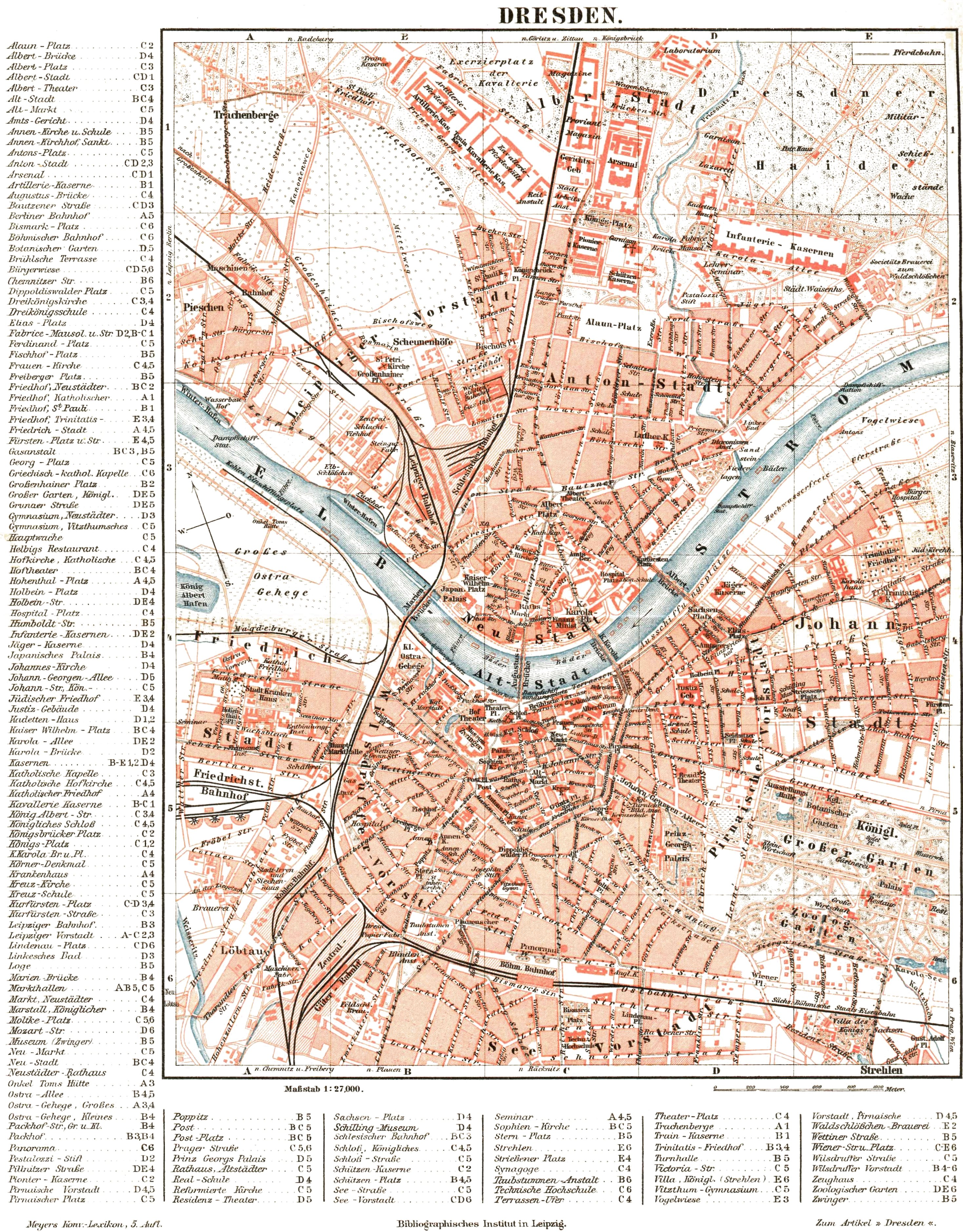
Dresden 1895; die kreisförmige Kernstadt (Altstadt südlich der Elbe und innere Neustadt nördlich der Elbe) wird strahlenförmig von den Vorstädten umschlossen

Vorstadt ist eine Benennung für einen Stadt- oder Ortsteil, der außerhalb des Stadtzentrums liegt. Die Bezeichnung findet sich in verschiedenen Ortsnamen wieder.

## Geschichte

### Mittelalter
Eine Vorstadt bezeichnete bei mittelalterlichen Städten einen Bereich der Stadt, der außerhalb der Stadtmauer der Kernstadt liegt. Die Vorstädte waren weniger dicht bebaut und boten Raum für Gewerbe, das in der Stadt keinen Platz fand oder störte, wie z. B. für Gerber, wegen des Geruchs. Eine Vorstadt liegt oft entlang der Ausfallstraßen der Stadt oder bildet mit mehreren Vorstädten einen Ring um die Kernstadt.
Die Vorstadt stand aber weder unter dem Stadtrecht, noch hatten ihre Bewohner das Bürgerrecht der Stadt und durften ihren Schutz nur in Ausnahmefällen in Anspruch nehmen.

### Neuzeit
Im Laufe der Stadtentwicklung wurden aber des Öfteren gewisse Vorstädte als Neustadt der Stadt angegliedert und dann auch meist mit einer separaten Mauer umgeben. Daher ist Neustadt ein durchaus häufiger Name von Stadtteilen.

### Gründerzeitviertel

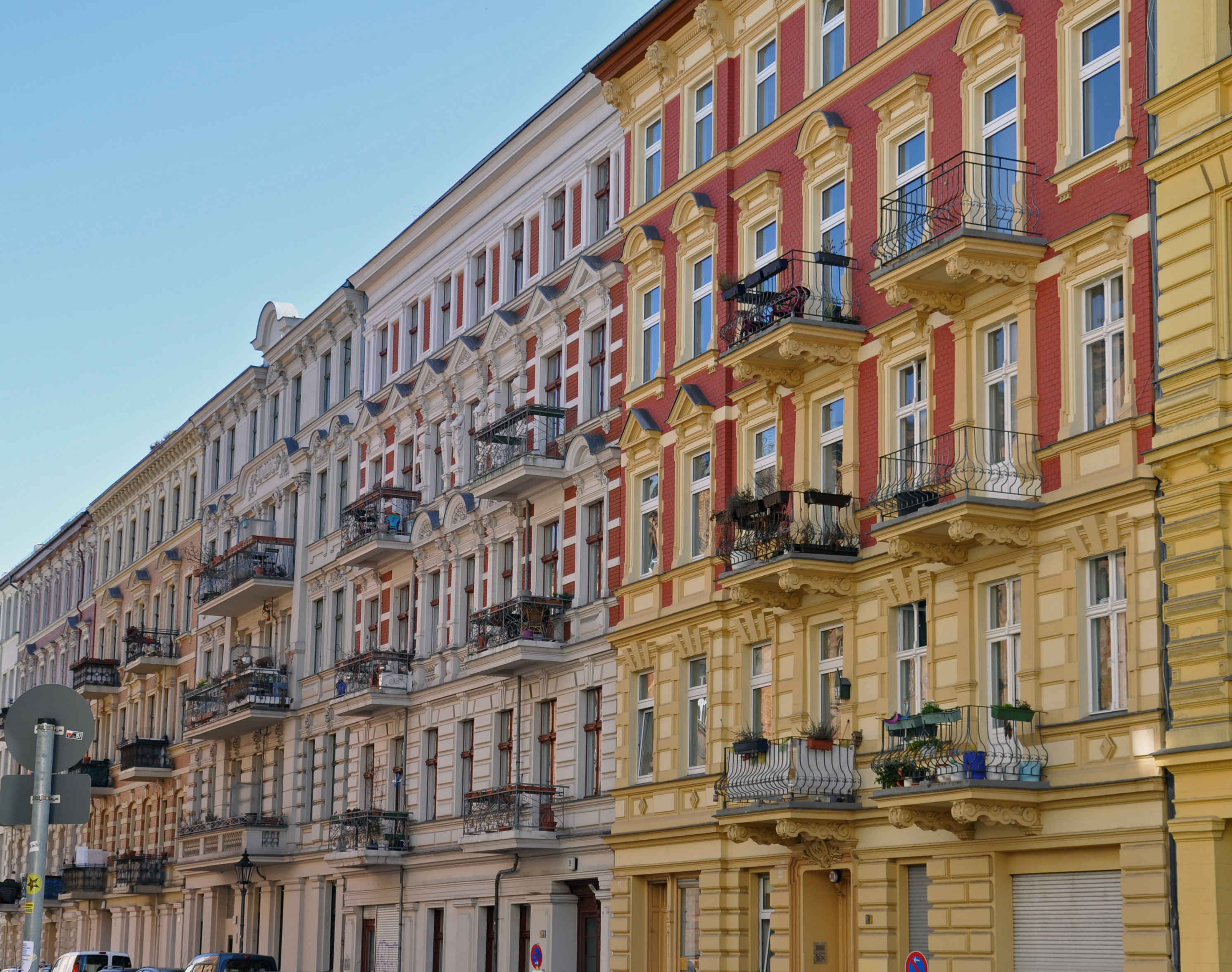
Straßenfront eines Gründerzeitviertels: Berlin-Kreuzberg

Infolge der Industrialisierung, mit großem Bevölkerungszuzug aus dem ländlichen Raum, entstanden zwischen der Mitte des 19. Jahrhunderts und dem Ersten Weltkrieg um die historischen Kerne vieler europäischer Städte große Vorstädte. Da sie in der Gründerzeit aufgebaut wurden, werden sie Gründerzeitviertel genannt. Sie wurden auf dem Reißbrett geplant; typisches Merkmal sind Häuserblocks, meist mit vier oder fünf Geschossen. Gründerzeitviertel besitzen daher eine hohe Bevölkerungsdichte, in Großstädten mit bis über 10.000 Einwohnern pro Quadratkilometer.

### Moderne
Als Vorstadt bezeichnet man analog heute auch eingemeindete Orte und geplante Stadterweiterungen. Weiterhin wird der Begriff für eine Sammlung von vorgelagerten Siedlungen (Vororten) in großen Ballungsräumen gebraucht, wie zum Beispiel die Vorstädte Athens oder die Banlieues der Île-de-France um Paris. Diese Vorstädte sind aber im engeren Sinn Trabantenstädte oder Satellitenstädte.

## Namensvarianten
Neustadt ist, in der jeweiligen Landessprache, auch in vielen anderen Ländern ein häufiger Name für eine Stadt:
- Faubourg in der Schweiz und in Frankreich, ursprünglich insbesondere namentlich die Verlängerungen der Straßenzüge, die zu den Stadttoren führen
  - Alte Stadtteile von Paris vor 1860: Faubourg Saint-Honoré (bis 1860 Teil des I./II., heute 8.), Faubourg-Montmartre (II., 9.), Faubourg-Poissonnière (III., 10.), Faubourg-Saint-Denis (V., 10.), Faubourg Saint-Antoine (VIII., 11.), Faubourg Saint-Marcel (5.), Faubourg Saint-Germain (X., 7.), daneben heißen auch noch einige Straßen selbst entsprechend.
- Foretown in England, USA

Vorstädte heißen oft auch nach der allgemeinen Lage:
- Südstadt, Südvorstadt, Südliche Vorstadt, Südende
- Oststadt, Ostvorstadt, Östliche Vorstadt, Ostend
- Weststadt, Westvorstadt, Westliche Vorstadt, Westend
- Nordstadt, Nordvorstadt, Nördliche Vorstadt, Nordend
Siehe auch (englisch): Eastend (mit abwertender sozialer Konnotation), Westend (positiv besetzt)
- Hintere Vorstadt, Vordere Vorstadt
- Obere Vorstadt, Untere Vorstadt

Allgemein heißen Vorstädte meist nach den jeweils eingemeindeten Dörfern, die dort lagen, oder aber nach dem Ziel der Fernstraße, die dort aus der Stadt verläuft, bzw. nach dem Stadttor, vor dem die Vorstadt entstanden ist oder nach Personen (meist Gründer/Stifter):
- Elisabeth-Vorstadt, Karlsvorstadt, Ludwigsvorstadt, Maxvorstadt u. v. a. m.

Weitere Beispiele in der folgenden Liste:

## Orte und Ortsteile namens Vorstadt

### Deutschland
- Berlin: Oranienburger Vorstadt, Rosenthaler Vorstadt, Spandauer Vorstadt, Stralauer Vorstadt (historische Bezeichnungen)
- Bremen: Östliche Vorstadt,  Bahnhofsvorstadt
- Celle, Westerceller Vorstadt[2]
- Dortmund: Siedlung Unionvorstadt
- Dresden: Stadtteile Leipziger Vorstadt, Pirnaische Vorstadt, Radeberger Vorstadt, Seevorstadt, Südvorstadt, Wilsdruffer Vorstadt, siehe auch Dresdner Vorstädte
- Erfurt: Andreasvorstadt, Brühlervorstadt, Johannesvorstadt, Krämpfervorstadt, Löbervorstadt, siehe auch Erfurter Vorstädte
- Fichtenau: Vorstadt, Wohnplatz im Ortsteil Lautenbach der Gemeinde, Landkreis Schwäbisch Hall
- Hof: Untere Vorstadt, Fabrikvorstadt, Vorstadt Rauschenbach
- Kiel: Vorstadt
- Köpenick (Berlin): Köllnische Vorstadt
- Leipzig: Nordvorstadt, Innere Westvorstadt, Ostvorstadt, Innere Südvorstadt, Südvorstadt
- Merkendorf: Vorstadt
- Mannheim: Schwetzinger Vorstadt
- Marktbreit: Buheleiten-Vorstadt, Steigvorstadt (historische Bezeichnungen)
- München: Maxvorstadt, Ludwigsvorstadt, Isarvorstadt
- Potsdam: Nauener Vorstadt, Jägervorstadt, Berliner Vorstadt, Brandenburger Vorstadt, Teltower Vorstadt, Templiner Vorstadt
- Rostock: Kröpeliner-Tor-Vorstadt, Steintor-Vorstadt
- Schwarzenberg/Erzgeb.: Vorstadt
- Stuttgart: Der Stadtteil Heslach hieß früher Karlsvorstadt
- Volkach: Untere und Obere Vorstadt (historische Bezeichnungen)

Bis 1945: Vordere Vorstadt (Königsberg)

### Österreich
- Klagenfurt: St. Veiter Vorstadt, Völkermarkter Vorstadt, Viktringer Vorstadt, Villacher Vorstadt
- Oberwölz: Vorstadt
- Salzburg: Elisabeth-Vorstadt, Stadtbezirk
- Wien: Alservorstadt

### Schweiz
- Basel: Basel-Vorstädte, das Vorstädte-Quartiere der Stadt Basel

### Brasilien
- Blumenau: Vorstadt (ein Stadtbezirk)

### Frankreich
In Frankreich wurden Gemeinden, die vor den Stadtmauern der Städte lagen, als Faubourg bezeichnet. Dieser Ausdruck hat sich erhalten und wird im Sprachgebrauch auch für die neuen Stadtrandsiedlungen neben der offiziellen Bezeichnung Banlieue angewandt.